# Sven Hansen Heidelberg
Sven Hansen Heidelberg (født 1. juni 1950) er bedst kendt som chef for Tivoli-Garden gennem en menneskealder. Senere blev han fundraiser for Børnehjælpsdagen (2014) og virkede som musiker (slagtøjsspiller) ved Hjemmeværnets Musikkorps København (2018-2024). Nu er han pensioneret.
Sven Hansen Heidelberg (SHH) var gennem en menneskealder chef for Tivoli-Garden i Tivoli, København. Samtidig er han den medarbejder, der har været længst tid i Tivoli, nemlig 47 år (40 års jubilæum i 2007, hvis man ikke medregner hans egen tid som garder).
Sven Hansen Heidelberg afsluttede realeksamen (Rådmandsgades Skole) i 1967 og var selv medlem af Tivoli-Garden fra 1962, hvor han spillede tromme og basun, og sluttede af på tambourmajor-posten som 16 årig. I sommersæsonen 1967 blev han ansat som intern postomdeler og aftenpiccolo i Tivoli. Tivoli-Gardens daværende chef, Kaptajn Qvist, ansatte Sven Hansen Heidelberg som deltidsassistent, og fra 1971 på fuld tid.
Sideløbende tog Sven en administrativ uddannelse ved Flyvevåbnet (1969) og gjorde her tjeneste som konstabel, kontraktansat ved Helikoptereskadrille 722 (1969-71). I 1973 blev den kun 23-årige Sven Hansen Heidelberg chef for Tivoli-Garden.
Sven Hansen Heidelberg har medvirket i utallige ugeblade (bl.a. Se&Hør) i forbindelse med Tivoli-Garden, dog primært under navnet Sven Hansen. Han har ligeledes rejst over det meste af verden med Tivoli-Garden og har haft stor indflydelse på et stort antal musikere i dansk musikliv.
Tilbage i 2005 modtog Sven Hansen Heidelberg en Pelikanpris, fordi han har givet blod 100 gange. Sven Hansen Heidelberg blev i 2010 udnævnt til Ridder af Dannebrog, og i 2013 modtog han Emil Holms Mindelegat i Koncerthuset i DR Byen.
Sven Hansen Heidelberg har været medlem af Kbh Vesterbro Rotary Klub fra 1996, præsident for samme i 2006, medlem af Copenhagen International Club fra 2008 og medlem af "Tivoli-Clubben af 1868" fra 2010. Sven blev tildelt Paul Harris Fellow æresbeviset i 2010.
Sven Hansen Heidelberg blev i januar 2014 afskediget fra Tivoli. Tivolis daværende musikchef (2010-2015) Henrik Engelbrecht udtalte: "Sven har gjort meget for Tivoli-Garden gennem fire årtier. At være chef for noget gennem så lang tid er faktisk helt uhørt i sig selv. Når vi ikke ser Sven som den rigtige, er det fordi, vi skal have garden ind i en ny periode, siger han til Berlingske."  Familien var ikke enig i den fremlægning og betegnede fyringen som uværdig og respektløs. En underskriftindsamling blev sat i værk hvor 954 personer skrev under på en protest mod Tivolis opførsel.
Ved Tivoli-Gardens 180 års fødselsdagskoncert d. 1. september 2024 blev Sven Hansen Heidelberg inddraget af Tivolis ledelse, herunder den nuværende leder af Tivoli-Garden, Quincy Alexander Von Lippert, og deltog i en række videoer ifm. promovering af koncerten. Sven havde et par indslag under koncerten hvor han underholdt om sin tid som medlem af Tivoli-Garden. Mod slutningen af koncerten blev Sven Hansen Heidelberg hædret i en tale fra Quincy Alexander Von Lippert, hvorefter Sven kom på scenen og fik overrakt blomster og Tivoli-Gardens monoram i guld, under hyldest fra salen. Herefter uropførte Tivoli-Gardens Musikkorps "Sven Hansens March" (Per Aspera Ad Astra) af Noah Z. Værum, skrevet til ære for Sven. Sven modtog efterfølgende også et indrammet partitur af sin egen march. Denne march indgår nu i Tivoli-Gardens almindelige repertoire og er senere blevet spillet under flere parader i Tivoli.